# Мајерсберг
Мајерсберг (њем. Meiersberg) општина је у њемачкој савезној држави Мекленбург-Западна Померанија. Једно је од 54 општинска средишта округа Икер-Рандов. Према процјени из 2010. у општини је живјело 454 становника. Посједује регионалну шифру (AGS) 13062036.

## Географски и демографски подаци
Мајерсберг се налази у савезној држави Мекленбург-Западна Померанија у округу Икер-Рандов. Општина се налази на надморској висини од 10 метара. Површина општине износи 10,1 km². У самом мјесту је, према процјени из 2010. године, живјело 454 становника. Просјечна густина становништва износи 45 становника/km².